# مریلین منسون (گروه موسیقی)
مریلین منسون (به انگلیسی: Marilyn Manson) یک گروه راک آمریکایی از فورت لادردیل، فلوریدا است که در لس آنجلس کالیفرنیا مستقر است. موسیقی گروه گسترهٔ وسیعی از سبک‌ها، از گلم راک و هوی متال تا اینداستریال راک و آلترنتیو متال را شامل می‌شود. اعضای مریلین منسون عقیده‌ای به پیروی از استانداردها و قوانین جاری دنیای موسیقی ندارند که این موضوع در ترانه‌ها و طرح جلد آثار گروه مشهود است.
آثار گروه تاکنون با استقبال گستردهٔ مخاطبان روبرو شده به طوری که تا به امروز چهار آلبوم از آثار آن‌ها در هنگام انتشار در صدر ده اثر پرفروش آمریکا قرار گرفته است.
امکان بازگشت جینجر فیش (درامر اسبق) و تیم اسکولد (بیسیست اسبق) نیز به گروه وجود دارد. موسیقی این بند موضوعاتی همچون سیاست، دین و مواد مخدر را شامل می‌شود و هر ترانه یک هدف را دنبال می‌کند.

## تاریخچه
در سال ۱۹۸۹، برایان وارنر درحالی‌که دانشجوی روزنامه‌نگاری در براوارد کالج در فلوریدا بود، برای یک مجلهٔ مد به نام مدار ۲۵درجه مقالات موسیقی می‌نوشت. در همین دوران بود که او به‌خاطر شغلش توانست با موسیقی‌دان‌هایی از جمله ترنت رزنر، ناین اینچ نیلز و مای لایف ویت دِ تریل کیل کالت دیدار کند؛ کسانی که در آینده گروه وی به آن‌ها تشبیه شد. در دسامبر همین سال او با اسکات پوتسکی دیدار کرد و پوتسکی پس از خواندن اشعار و متن‌های ترانهٔ منسون به او پیشنهاد تشکیل یک گروه موسیقی را داد. وارنر، پوتسکی به عنوان گیتاریست و برایان توتونیک به عنوان بیسیست اولین نوار کاست آزمایشی خود را در سال ۱۹۹۰ تحت عنوان مریلین منسون و اسپوکی کیدز منتشر کردند و به ترتیب نام‌های هنری مریلین منسون، دیزی برکویتز و الیویا نیوتن باندی را برای خود انتخاب کردند. باندی پس از مدتی گروه را ترک کرد و براد استوارت، با نام هنری گیجت گین جایگزین وی شد. پس از مدتی یک نوازنده کیبرد به نام استیون بیر که خود را مدونا وین گیسی نامید به آن‌ها اضافه شد. در ۱۹۹۱ نیز، یک درامر به نام فرد استرایتهورست تحت عنوان سارا لی لوکاس به گروه پیوست.

## نام گروه و اعضا
نام این گروه از دو بخش تشکیل شده: «مریلین» که از نام مریلین مونرو-که به عنوان سمبل زیبایی در آمریکا شناخته شده- گرفته شده و «منسون» که برگرفته از نام خانوادگی چارلز منسن-یک قاتل زنجیره‌ای در آمریکا- است.
این دو شخصیت در دو طیف محبوبیت و نفرت آمریکایی‌ها قرار دارد و سمبل قطب مثبت و منفی یا خوب و بد هستند.
نام‌های هنری اعضای گروه هم نشان‌دهندهٔ همان مفهوم است که برای گروه جنبهٔ محوری دارد: دوگانگی خیر و شر و وجود داشتن هردو، باهم و در هر کلیتی. مریلین منسون در خودزندگی‌نامه‌اش می‌گوید: «مریلین مونرو یک سوی تاریک داشت؛ همان‌طور که چارلز منسن نیز سویی داشت که خوب و باهوش بود.» در سال‌های اولیه تشکیل گروه، تصاویر مونرو و منسون در کنار سلبریتی‌ها و افراد بدنام دیگر قالب رایج هدایای تبلیغاتی گروه بود.

## سبک موسیقی
با اینکه بسیاری از رسانه‌ها موسیقی این گروه را شاک راک نامیده‌اند، منسون این اصطلاح را نمی‌پسندد و ترجیح می‌دهد آن را با واژهٔ راک اند رول معرفی کند. در طول سال‌های فعالیت‌های گروه، موسیقی آن با سبک‌های مختلفی معرفی شده است که از آن جمله می‌توان اینداستریال متال، اینداستریال راک، اینداستریال دنس، پست‌اینداستریال، آلترناتیو متال، پراگرسیو متال، هارد راک، موسیقی الکترونیک، گلم راک، گوتیک راک، دث متال، بلوز راک و پاپ.

## اعضا

### اعضای کنونی
- مریلین منسون – آواز اصلی، گیتار، کیبورد (۱۹۸۹–اکنون)
- گیل شارون – درام (۲۰۱۴–۲۰۱۹، ۲۰۲۴–اکنون)
- تایلر بیتس – گیتار، بیس، کیبورد، آواز پس‌زمینه (۲۰۱۴–۲۰۱۵، ۲۰۱۵–۲۰۱۸، ۲۰۲۴–اکنون)
- پیگی دی. – بیس، آواز پس‌زمینه (۲۰۲۴–اکنون)
- ربا مایرز – گیتار، آواز پس‌زمینه (۲۰۲۴–اکنون)

### اعضای پیشین
- دیزی برکوتز: گیتار  (۱۹۸۹ تا ۱۹۹۶)
- اولیویا نیوتن باندی: بیس  (۱۹۸۹ تا ۱۹۹۰)
- توئیگی رامیرز: گیتار(۲۰۱۷تا ۲۰۰۹ تاکنون)، بیس (۱۹۹۳تا۲۰۰۲، ۲۰۰۸)بعد از اتهام تجاوز تویگی در سال ۲۰۱۷ مرلین منسن در توییتی تصمیم بر کنار گذاری او از گروه را اعلام کرد.
- ژا ژا اسپک: کیبورد  (۱۹۸۹)
- مدونا وین گیسی: کیبورد، پرکاشن  (۱۹۸۹ تا ۲۰۰۷)
- گیجت گاین: بیس  (۱۹۹۰ تا ۱۹۹۳)
- سارا لی لوکاس: درام  (۱۹۹۱ تا ۱۹۹۵)
- جینجر فیش: درام، پرکاشن  (۱۹۹۵ تا ۲۰۱۱)
- زیم زوم: گیتار  (۱۹۹۶ تا ۱۹۹۸)
- جان فایو: گیتار  (۱۹۹۸ تا ۲۰۰۴)
- تیم اسکولد: گیتار (۲۰۰۵ تا ۲۰۰۸)، بیس (۲۰۰۲ تا۲۰۰۵)
- کریس ورنا: کیبورد (۲۰۰۷ تا ۲۰۱۱)، درام، پرکاشن (۲۰۱۱ درتور: ۲۰۰۴تا۲۰۰۵)
- جیسون سوتر: درام  (۲۰۱۲ تا ۲۰۱۳)
- فرد سبلن: بیس  (۲۰۱۰–۲۰۱۴)

## آلبوم‌ها

### استودیویی
- ۱۹۹۴: تصویر یک خانوادهٔ آمریکایی - Portrait of an American Family
- ۱۹۹۶: ابرستاره ضدمسیح - Antichrist Superstar
- ۱۹۹۸: حیوانات مکانیکی - Mechanical Animals
- ۲۰۰۰: جنگل مقدس (در سایه دره مرگ) - Holy Wood (In the Shadow of the Valley of Death)
- ۲۰۰۳: عصر طلایی گروتسک - The Golden Age of Grotesque
- ۲۰۰۷: مرا بخور، مرا بنوش - Eat Me, Drink Me
- ۲۰۰۹: هدف والای پستی - The High End of Low
- ۲۰۱۲: بدذات مادرزاد - Born Villain
- ۲۰۱۵: امپراتور رنگ‌پریده - The Pale Emperor
- ۲۰۱۷: بهشت وارونه - Heaven Upside Down
- ۲۰۲۰: ما آشوب هستیم - We Are Chaos[۳۴]
- ۲۰۲۴: یک ترور تحت خدا – بخش ۱ - One Assassination Under God – Chapter 1